# Stazione meteorologica di Nocera Inferiore
La stazione meteorologica di Nocera Inferiore è la stazione meteorologica di riferimento relativa alla città di Nocera Inferiore.

## Coordinate geografiche
La stazione meteo si trova nell'Italia meridionale, in Campania, in provincia di Salerno, nel comune di Nocera Inferiore, a 61 metri s.l.m. e alle coordinate geografiche 40°45′N 14°38′E.

## Dati climatologici
In base alla media trentennale di riferimento 1961-1990, la temperatura media del mese più freddo, gennaio, si attesta a +9,4 °C; quella del mese più caldo, agosto, è di +25,5 °C  .
Le precipitazioni medie annue superano leggermente i 1.100 mm, presentando un minimo in estate ed un picco massimo accentuato in autunno-inverno, con un massimo secondario in primavera.
| Nocera Inferiore   | Mesi | Mesi | Mesi | Mesi | Mesi | Mesi | Mesi | Mesi | Mesi | Mesi | Mesi | Mesi | Stagioni | Stagioni | Stagioni | Stagioni | Anno |
| Nocera Inferiore   | Gen  | Feb  | Mar  | Apr  | Mag  | Giu  | Lug  | Ago  | Set  | Ott  | Nov  | Dic  | Inv      | Pri      | Est      | Aut      | Anno |
| ------------------ | ---- | ---- | ---- | ---- | ---- | ---- | ---- | ---- | ---- | ---- | ---- | ---- | -------- | -------- | -------- | -------- | ---- |
| T. max. media (°C) | 13,0 | 13,4 | 15,7 | 17,4 | 23,5 | 28,4 | 31,0 | 31,1 | 28,2 | 20,8 | 16,4 | 13,6 | 13,3     | 18,9     | 30,2     | 21,8     | 21,0 |
| T. min. media (°C) | 5,8  | 5,7  | 7,6  | 9,6  | 13,5 | 17,3 | 19,6 | 19,8 | 17,5 | 12,9 | 9,7  | 7,5  | 6,3      | 10,2     | 18,9     | 13,4     | 12,2 |